# Терциани, Пьетро
Пьетро Терциани (итал. Pietro Terziani; 22 февраля 1763, Рим — 5 октября 1831, Рим) — итальянский композитор.
Родился в околомузыкальной семье, судя по тому, что его крёстной матерью стала жена композитора Джованни Баттисты Казали. Учился сперва у Франческо Питиккио, затем у Казали, а с 1780 года — в неаполитанской консерватории Сант-Онофрио у Джакомо Инсангвине и Карло Котумаччи (встречаются и утверждения о том, что какое-то время Терциани занимался под руководством Доменико Чимарозы). Вернувшись в Рим, он продолжил занятия с Казали (преимущественно в области контрапункта). В 1784 году был принят в Болонскую филармоническую академию на основании ряда произведений церковной музыки.
В 1785 году дебютировал как оперный композитор, поставив в Риме оперу «Неосторожный ревнивец» (итал. Il geloso imprudente); за ней последовала вторая опера «Крез» (итал. Creso; 1788, Венеция). В дальнейшем работал преимущественно как автор религиозной и хоровой музыки: оратории «Поражение ассирийцев» (итал. La sconfitta degli Assiri; 1788), «Триумф Давида» (итал. Il trionfo di Davide; 1790) и др. В 1797—1816 гг. жил и работал в Вене, затем вернулся в Рим и занимал пост капельмейстера в Латеранской базилике, затем в соборах Иль-Джезу, Сант-Иньяцио и Сан-Сильвестро-ин-Капите.
Пятеро детей Терциани были так или иначе связаны с музыкой, из них наиболее известен младший сын, композитор и музыкальный педагог Эудженио Терциани. Старший сын, Густаво Терциани (1813—1837), также стал композитором, написал ораторию «Даниил» (1834) и несколько других религиозных сочинений, но умер молодым от холеры. Дочери Тереза, Кандида и Альберта также успешно учились музыке; сын младшей из них, Альберты (1817—1879) — итальянский колониальный администратор Винченцо Филонарди. Племянница Терциани, также Тереза (1794—1848), одарённая пианистка и певица, вышла замуж за либреттиста Якопо Ферретти.